# Tres estudios para figuras en la base de una crucifixión
Tres estudios para figuras en la base de una crucifixión (cuyo nombre original es Three Studies for Figures at the Base of a Crucifixion) es un tríptico pintado por el artista británico Francis Bacon hacia 1944. 
La obra se basa en las Erinias —o Furias— que aparecen la Orestíada de Esquilo y presenta a tres criaturas antropomórficas deformes sobre un fondo plano de color naranja. Técnicamente, se trata de una pintura al óleo y pastel sobre madera, completada en el lapso de dos semanas.
El tríptico resume temáticas que Bacon había explorado en obras suyas anteriores, incluyendo éstas su análisis de los biomorfos de Pablo Picasso y su personal interpretación de la noción de crucifixión, así como también de las furias clásicas. 
Inicialmente Bacon pensaba pintar una crucifixión con tres figuras al pie de la cruz, pero luego dejó de lado esta idea y se contentó con representar solo las tres figuras, a las que de un modo ambiguo denominó "estudios".
El tríptico de los Tres estudios está considerado por su autor y por los especialistas como la primera obra madura del artista, Antes de haber realizado esta pintura, Bacon consideraba sus demás obras prácticamente como irrelevantes y evitaba exhibir sus trabajos en círculos artísticos. Cuando esta pintura fue exhibida por primera vez, en 1945, causó toda una sensación y propulsó la fama del pintor, quien subsecuentemente sería considerado como uno de los más destacados pintores de la posguerra. En un comentario acerca del valor cultural de los Tres estudios, el crítico de arte John Russell notó que «había pinturas en Inglaterra antes de los Tres estudios y pinturas después de ellos, [pero que ya] nadie [...] puede confundir ambas».

## Trasfondo
Como pintor, Francis Bacon fue un artista tardío. Se dedicaba a pintar esporádicamente y sin ninguna obligación durante las décadas de 1920 y 1930, mientras trabajaba como decorador y diseñador de muebles y alfombras. Comenzó a pintar imágenes relacionadas con la crucifixión en 1933 cuando Eric Hall, su jefe por aquel entonces, le encargó que realizara una serie de tres pinturas respondiendo a dicha temática. Estas figuras contenían diversos elementos típicos de aquel entonces, las cuales abarcaban imágenes diáfanas, fondos planos, y detalles surrealistas como flores y paraguas. El crítico de arte, Wieland Schmied, comentó que si bien trabajos iniciales de Bacon eran «estéticamente deleitantes», carecían de «un sentido de menester o de una indigencia interna; son hermosas, pero exánimes». Dicha percepción fue remarcada por Hugh Davies, quien escribió sobre las pinturas de Bacon hechas en 1933 que «sugieren que el artista tiende a enfocarse más en un cariz formal en vez de cuidar la expresividad». Bacon declaró que sus trabajos iniciales no eran muy exitosos, que solo eran realizados con fines decorativos y, en cierto sentido, escasos en su contenido pictórico. Bacon, además, se autocriticaba duramente a lo largo de este período y con frecuencia abandonaba e incluso destruía muchos de sus lienzos aún inconclusos. En cierto momento dejó de lado el tema de la crucifixión y se retiró por un tiempo de la actividad artística debido a una profunda frustración, se ocupó entonces de sus propias urgencias sexuales, el alcohol y los juegos de azar.
Cuando por fin decidió regresar al tema de la crucifixión, después de diez u once años, todavía conservaba algo del estilo que había desarrollado en un inicio, incluyendo esto las formas orgánicas alargadas y deformes, a las que esta vez había finalmente incorporado a su visión personal de La Orestiada. También continúo añadiendo nuevas técnicas para el enfoque espacial, algo que sería frecuente en sus trabajos, y que consistía en incorporar tres o más líneas que emanaban del centro del cuadro hacia fuera, estilo que se desarrolló por primera vez en su obra Crucifixión (1933). A lo largo de dos semanas, en 1944, concluyó de pintar los Tres estudios cuando Bacon mencionó que «tenía malos hábitos con la bebida, y lo empeoraba con unas espantosas resacas y más bebida; a veces me costaba saber qué era lo que estaba haciendo. Aun así, creo que la bebida me ayudó ser un poco más libre». El lugar donde realizó la pintura, fue en el piso de la planta baja del 7 Cromwell Place, en South Kensington, Londres. Un cuarto trasero, se había convertido en un salón de billar por quien fue su anterior propietario, el artista John Everett Millais. Sin embargo, durante el día fungía como el estudio de Bacon; pero de noche, era un casino ilegal, el cual había sido instaurado por Eric Hall y la niñera de infancia de Bacon, Jessie Lightfoot.
A pesar de que ya llevaba más de dieciséis años pintando, Bacon insistía siempre que los Tres estudios eran el fons et origo de su carrera. Mientras destruía muchos de su lienzos, intentó dejar intactos algunas de su obras que habían quedado en su anterior estudio. Enfatizó además que ninguna figura anterior a 1944 debía ser admitida como parte de su canon, algo que la mayoría de la crítica por otra parte también apoyaba. Las primeras publicaciones de John Rusell y de David Slyvester comenzaban describiendo el tríptico de 1944 y el mismo Bacon declaró hasta el momento de su muerte, que no debían hacerse análisis retrospectivos de sus obras datadas antes de 1944.

## El tríptico
El panel para los Tres estudios para figuras en la base de una crucifixión fue pintado en unas tablas suaves de Sundeala, un material que Bacon estaba usando en aquella época en lugar de lienzos ya que resultaba más barato. Cada recuadro muestra a una figura sólida contrapuesta sobre un fondo de color anaranjado. El tono naranja se muestra inconsistente a través de los lienzos, debido en parte al bajo nivel de aceite encontrado en la pintura, lo que dio lugar a diferentes tasas de absorción en las tablillas. La piel pálida de las figuras se logró con la sobreposición de tonos grises y blancos con pinceladas uniformes, mientras que los estantes que soportan a las figuras varían entre tonos amarillos, verdes, blancos y morados.
Hugh Davies sostiene que de las tres figuras, la que se encuentra a la izquierda tiene apariencia humana, y que posiblemente represente a un hombre moribundo clavado en la cruz. Sentada en una especie de mesa, la criatura sin miembros tiene un cuello alargado, unos hombros muy redondeados y un copete con cabello negro. Al igual que las otras dos imágenes, la figura está entintada con varias capas de gris y blanco.
La boca de la figura central se ubica directamente sobre su cuello, en vez de estar presente en una cara propiamente dicha. Muestra sus dientes como si estuviera gruñendo y tiene los ojos tapados con un trozo de tela parecido a un vendaje y que es reminiscente de aquel aparece en la pintura de Matthias Grünewald, Escarnio de Cristo. Esta criatura se enfoca hacía el espectador, y está centrada frente a una serie de líneas convergentes que provienen de un pedestal sobre el que está «posicionada».
Ubicado en un área aislada en donde solo se observa hierba, la figura de la derecha tiene abierta su dentada boca como si estuviera gritando, pero no queda claro si es de dolor o placer. La boca está abierta de una manera bestial y que sugiere que una mandíbula humana sería incapaz de ejecutar tamaña mueca. El fondo anaranjado de este panel es más brillante que el de las tonalidades de los otros dos recuadros. Del cuello de esta bestial figura sobresale una sola hilera de dientes, mientras que a un lado de su quijada es posible observar una protuberante oreja humana. Esta sección tiene una notoria similitud con otra pintura de Bacon, Sin título (1943), la cual se pensó que había sido destruida, mas fue recuperada en 1997.
Un análisis con infrarrojo reveló que los paneles habían sido alterados en numerosas ocasiones mientras el artista trabajaba en ellos. Las patas de la criatura central están rodeadas de algo parecido a herraduras de color magenta, mientras que con la ayuda del infrarrojo se descubrió que en un inicio habían sido pintadas como flores. El área que está debajo de la cabeza está densamente cubierta de una capa naranja y blanca, en tanto que la inspección mostró que se habían hecho una serie de retoques curvos con pincel para dar la composición final del área de hierba, además de una silueta pequeña pero alejada de la figura principal. Cuando el lienzo se encuentra sin marco, se pueden apreciar en él unas numerosas marcas que rodean el margen del cuadro, lo que sugiere que la obra fue hecha con suma delicadeza.
En una carta de 1959, Bacon mencionó que los Tres estudios estaban «destinados a ser utilizadas en la base de una gran crucifixión en la que aún estoy trabajando». Por esto, se intuye que Bacon imaginó las figuras como una predela para que fuesen usadas en un retablo elongado. El biógrafo Michael Peppiatt sugiró que era posible que los paneles por sí solos hayan sido trabajados de manera individual, y que la idea de combinar los tres a manera de tríptico vino después. Hay muy pocos datos y elementos comunes entre los tres paneles para que estos sugieran que fueron concebidos originalmente como un todo. A pesar de que los tres comparten la misma tonalidad naranja, Bacon ya había utilizado el mismo color en dos piezas anteriores; más aún, gran parte su oevre —es decir, «obra, trabajo, proyecto»— está marcada por períodos en donde utilizaba como fondo un único color en diversas pinturas. Desde el inicio de su carrera, Bacon prefería trabajar en series de tal manera que su imaginación estimulara la secuencia de sus obras; como él dijo, «las imágenes conciben otras imágenes en mi mente».
La crucifixión en sí misma está ausente en la pintura y no hay residuos ni sobras que refuten su presencia en alguno de los paneles. Wieland Schmied, escribió en 1996 que las tres Furias bien pudieron haber remplazado a Cristo y a los dos ladrones que se considera fueron crucificados junto a él. La forma de las tres Furias están tomadas directamente de las pinturas que Picasso hizo a finales de la década de 1920 y a mediados de los años 1930 sobre seres biomorfos con fondos de playas y en especial de la obra The Bathers (1937). Sin embargo, el erotismo y la comedia que presenta Picasso en sus obras fueron sustituidas por la sensación de amenaza y miedo derivada de la obra de Grünewald.

## Temática y estilo
Tres estudios para figuras en la base de una crucifixión es el punto de referencia del cual parte el trabajo posterior de Bacon, ya que este siempre trató de mantener sus intereses y aficiones en cuanto a la pintura durante el resto de su carrera. El formato en tríptico, la posición de las figuras detrás de un cuadro de vidrio con una serie de marcos dorados, las bocas abiertas, el uso distorsionado en los trazos, las Furias y los temas relacionados con la crucifixión aparecían a menudo en obras posteriores. La principal forma de su expresionismo la introdujo con esta obra; los sujetos que aparecen están anatómica y físicamente deformados y su aspecto es violento, preocupante y aparentan ser criaturas de movimiento retardado. Sin embargo, el tríptico parece estar un tanto alejado de la corriente principal de su oeuvre. Este apunta directamente a sus fuentes de inspiración, las cuales interpreta de una manera inusualmente literal. También es de notar que el tríptico muestra a las criaturas de una manera distinta a otras obras, puesto que estas se encuentran al aire libre; para 1948, en los estudios que hacía Bacon sobre cabezas y figuras, tendían a enfatizar de manera especial estas figuras dentro de entornos cerrados o cuartos confinados.
A pesar de que Bacon comentaba que él había modelado las criaturas con base a las Furias, el vínculo visual sobre sus verdaderas fuentes son apenas perceptibles en su obra terminada. El ánimo y la armonía de su pintura, sin embargo, es congruente con las emociones agonizantes que se explica en la leyenda de las Furias. Estas son comúnmente representadas como unas antiguas deidades ctónicas encargadas de la venganza de actos de parricidios y matricidios, cazando y torturando a criminales violentos. En la Orestiada de Esquilo, el personaje titular es perseguido por las Furias ya que este vengó la muerte de su padre a manos de Clitemnestra. La serie cuenta la historia de la destrucción la descendencia de Atreo; Agamenón es asesinado a machetazos por su esposa Clitemnestra, y ella después degüella a Casandra, quien había presagiado los asesinatos, declarando que: «Borracha, borracha de sangre /  Para que ellos se atrevan a más, [con] una derrota gozando / es en las salas de la cual nadie había echado, a las Furias hermanas».

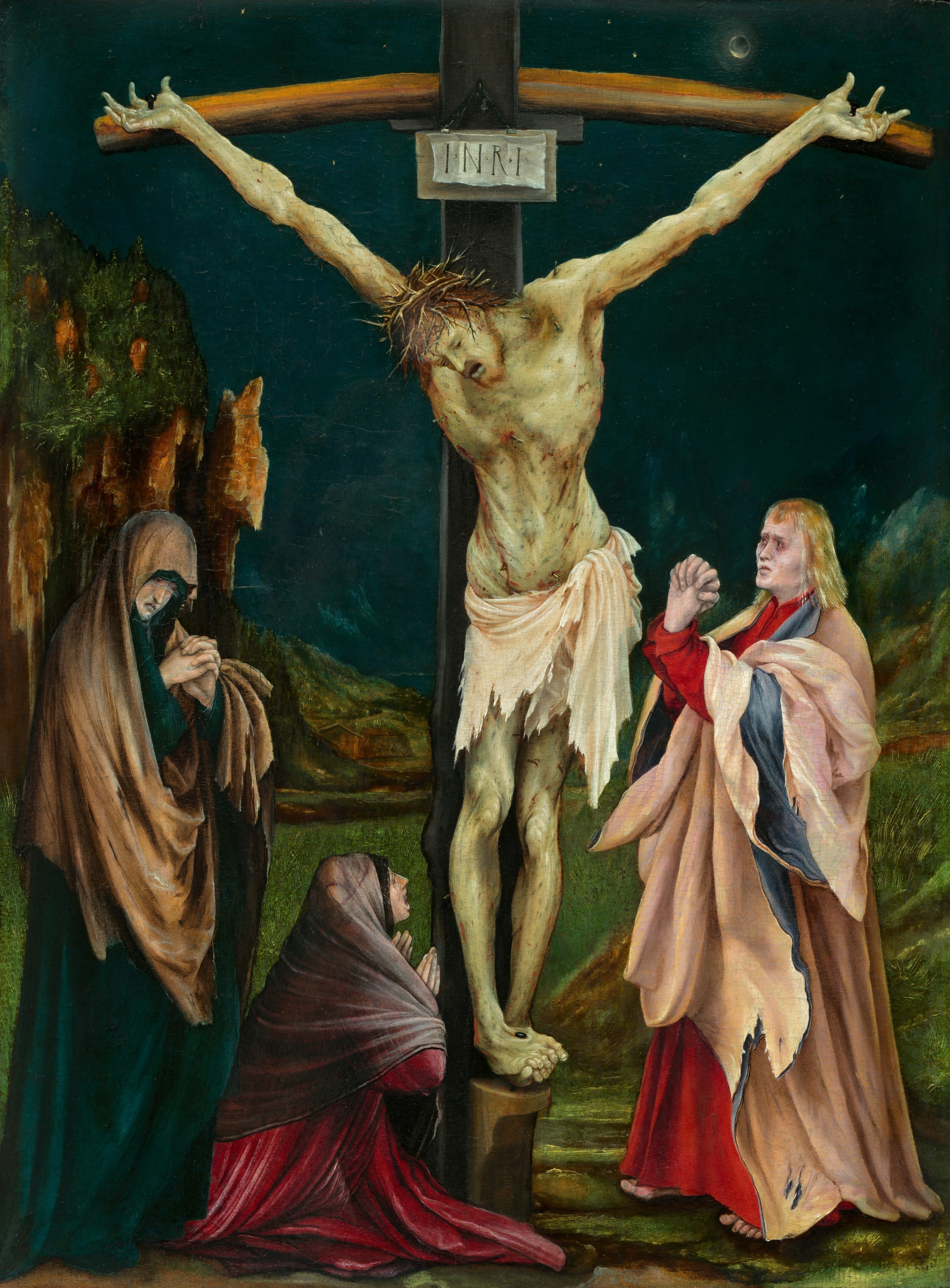
Las figuras al pie de La crucifixión de Grünewald fueron una de las principales fuentes de inspiración para Tres estudios de Bacon.

Aun así, Bacon no deseo ilustrar el pasaje narrativo de esa historia. Le dijo al crítico de arte francés Michel Leiris que «no podría pintar a Agamenón, Clitemnestra o a Casandra, por que entonces se convertiría solamente en otra pintura de estilo histórico [...] Por ello intenté dibujar una imagen que plasmara la impresión que [la historia] dejó en mí». «El olor de la sangre humana sonríe un poco por mí», una de las frases de Esquilo, tuvo un impacto especial en Bacon, por lo que la forma en que expresa la bocas en su pintura y en demás obras, tenía como finalidad expresar el profundo sentimiento que concibió el artista. En 1985, se dio cuenta de que la frase de Esquilo había hecho que en él «brotaran las más emocionantes imágenes y con frecuencia la leía [...] la violencia de la frase permitió que la imagen aflorara en mí, "el olor de la sangre humana sonríe un poco por mí", bueno, ¿qué puede ser más sorprendente que eso?».
Bacon conoció la obra de Esquilo por medio de la interpretación que dio T. S. Eliot en 1939 sobre la obra The Family Reunion, en la que el protagonista es asechado por «los cazadores de insomnios / los que no me dejan dormir». En el papel de Eliot, las Furias encarnan el remordimiento y culpa que siente Harry, quien guarda unos oscuros secretos familiares, aunque su hermana también sabe de ellos. A Bacon le cautivó la interpretación que se le dio al trabajo de Esquilo e intentó estudiar más sobre la tragedia griega, a pesar de que dijo que muchas veces se había lamentado de no haber sido capaz de leer sus cuentos en su versión original en idioma griego. En 1942, leyó la obra Aeschylus in his Style del estudioso William Bedell Stanford y encontró que el tema de la culpa obsesiva que se presenta en la Orestiada era bastante intrigante. En 1984, Bacon le dijo a Sylvester que aunque el tema de sus pinturas no tenían una conexión directa con las obras del poeta griego, el trabajo de Eliot «me abrió las válvulas de mis sentimientos».
La boca de la figura central del tríptico fue también inspirada en el grito de la enfermera que aparece en la escena de las escalaras de Potemkin de la película El acorazado Potemkin (1925) del director Sergei Eisenstein. En 1984, el locutor Melvyn Bragg le preguntó a Bacon sobre una copia del segundo panel de la pintura, mientras estaba filmando un documental sobre el South Bank Show y notó que a inicios de su carrera artística el pintor estaba interesado en la forma física de la boca humana. Bacon comentó que «siempre he estado pensando en que podría hacer una boca junto a todo el esplendor de un paisaje de Monet aunque nunca fui capaz de hacer eso». Cuando Bragg le preguntó sobre porqué pensaba que había fallado, Bacon dijo que «tendría que tener demasiado color, tendría que saber más sobre el interior de la boca, con todos los colores internos de la boca, pero nunca lo intenté».
Aparte de la interpretación que se le daba a Picasso, el tema de la crucifixión fue un aspecto que casi no se exploró de manera aguda durante el siglo XX en cuanto al arte. Los surrealistas explotaron su valor pictórico y trascendental, aunque por lo general era usado como una expresión de blasfemia en ciertos casos. Bacon expresaba su fascinación por la manera en la que algunos pintores, como Cimabue, mostraban la crucifixión; sin embargo, en cuanto a Picasso, él se mostraba más impactado por la forma tan evasiva en que la aquel manifestaba sus pinturas puesto que estaban fuera del marco religioso. Para los Tres estudios, Bacon no deseó aproximarse a la visión cristiana de la crucifixión per se, sino más bien esta refleja una perspectiva particular que tenía sobre la humanidad. Tal como le dijo a Sylvester: «solo fue un acto del deseo humano, un camino de conductas que te encausan a otros».
La pasión de Cristo se convirtió en la temática principal durante las etapas iniciales de la carrera de Bacon y recurría de manera periódica a esta en varias ocasiones. Cuando le preguntó al crítico Jean Clair por qué las escenas de su crucifixión tendían a abarcar principalmente los temas de «asesinato, matanzas, carne mutilada y piel degollada» Bacon respondió que «de eso es lo que trata la crucifixión ¿no es así? [...] De hecho, no puedes pensar en nada más bárbaro que la crucifixión en sí y en esa manera tan particular sobre cómo matar a alguien». Mientras que los Tres estudios comenzaron como un intento de representar directamente la escena de la crucifixión, sus inspiraciones artísticas lo condujeron a «algo totalmente distinto». Bacon llegó a considerar la escena como un esqueleto para explorar nuevas formas de representación sobre el comportamiento y las emociones humanas. Para él, la obra se tornó en una especie de autorretrato; una vía para trabajar en «todo tipo de emociones personales referentes a la conducta y acerca de lo que es el camino de la vida».
Puesto que fue hecho en 1944, el tríptico probablemente hizo eco durante la Segunda Guerra Mundial. Sin embargo, el crítico Ziva Amishai-Maisseles comenta que el lienzo expresa la propia confusión y consternación de Bacon «en cuanto a las manifestaciones de violencia y poder, cosas ambas que causaban una atracción y repulsión simultáneas en él».

## Repercusión crítica
La primera exhibición en la que aparecieron los Tres estudios fue la de Lefevre Gallery en Londres, en abril de 1945, junto a los trabajos de Henry Moore y Graham Sutherland. Bacon era un desconocido y es probable que su pintura haya sido incluida en la galería a petición de Sutherland, un amigo cercano de Bacon de ese entonces. La presentación se inauguró dos meses después del término de la Segunda Guerra Mundial, y John Russell había mencionado que el período posterior al final de la guerra marcó la historia británica de una atmósfera de nostalgia y optimismo, «una sensación que generaba un pensamiento que decía que todo estaría bien, y los visitantes iban a Lefevre con un espíritu de gratitud porque los peligros se habían solventado de manera honorable».
El público y la crítica quedaron desconcertados por la interpretación de la obra. Russell describió estar impactado, porque «las imágenes [eran] tan terribles que la mente rápidamente ponía un bloqueo para que dejaras de verlas. Su anatomía era medio humana, medio animal y estaban confinadas en pequeños paneles, sin marcos y en espacio proporcionalmente estrambótico. Estas parecían que mordían, examinaban y succionaban y estas tenían un cuello muy largo parecidos a las anguilas, pero su funcionamiento en otras cuestiones resultaba un misterio. Tenían bocas y orejas, pero dos de ellas estaban ciegas». el escritor de la revista Apollo, Herbert Furst remarcó, «yo, yo debo confesar, que estaba tan impresionado y desorientado por el surrealismo que Francis Bacon que tuve que salirme de la exposición. Sin embargo, fue el fondo rojo [sic] que me hizo pensar en las entrañas, de la anatomía o en una disección in vivo y me hizo sentir algo quisquilloso». El tríptico causó sensación, y de la noche a la mañana convirtió a Bacon en uno de los más controvertidos artistas del país.
En una reseña para el New Statesman and Nation, Raymond Mortimer escribió que el tríptico «parece estar basado en la crucifixión de Picasso (1930), pero más distorsionada, pues parecen cuellos de avestruz rematados con unas cabezas protuberantes que salen de una bolsa—el efecto total da una sensación melancólicamente fálica, algo como un Bosch pero sin humor. Estos objetos parecen estar encaramadas sobre heces y presentados como si fueran esculturas, como en la obra de Picasso de 1930. No tengo duda sobre los dones poco comunes del sr. Bacon, pero estas pinturas resaltan su desmesurado sentimiento respecto al mundo en el que hemos sobrevivido hasta ahora y parecen [para mí] más bien símbolos de rabia que una obra de arte. Si la paz lo llega a sosegar, él se dará cuenta del horror que expresa su pintura a diferencia de como ahora la ve». Una vez que se dio cuenta de la reacción que tuvo la crítica y el público, Bacon afirmó que «nunca supe por qué decían que mis pinturas eran repugnantes. Siempre estuve adscrito al género de terror, pero nunca pensé acerca del terror en sí. El placer es una cosa muy diversa. Y el terror también lo es. ¿Puedes decir que el famoso altar de Isenheim es una pieza de terror? Es una de las mejores pinturas sobre la crucifixión, donde el cuerpo está plagado de espinas parecidas a clavos, pero la estrafalaria manera en que está representada te hace pensar en otra cosa que en el terror. Pero esa es la manera en que el terror es tan revitalizante; ¿no trata acaso sobre cómo las personas logran salir de las tragedias importantes? La gente tiende a expiarse hacia la felicidad, a una realidad más reconfortante de la existencia».
En 2000 el autor Colm Tóibín mencionó que el tríptico aún mantenía su «torda genialidad». Matthew Kieran escribió en un ensayo sobre la pintura redactado en 2005, que «esas horripilantes, ciegas e iracundas figuras son divergentes en cuanto a su impacto, pues inundan a uno de miedo, angustia, pánico y desolación. Reaccionamos ante ellas como criaturas autoconscientes, sus posturas y expresiones manifiestan unas sensaciones de una soledad petrificante, un pavor abrazador, sufrimiento y una consternación ilusoria». Para 2007, los Tres estudios forman parte de la colección permanente de la Tate Gallery, siendo donada por Eric Hall en 1953.

## Segunda versión
Por lo general, Bacon recreaba una segunda versión de la mayoría de sus obras. Para 1988, ya había completado una copia casi idéntica a los Tres estudios originales. Con unas medidas de 78 × 58 pulgadas (198 × 147 cm), esta segunda versión era dos veces más alargada que la original, y el fondo anaranjado había sido remplazado por un tono más rojizo y de color sangriento. Las figuras en esta versión, ocupan una proporción menor en relación con el marco de los recuadros, una característica que de acuerdo al catálogo de la Tate Gallery, «te sumerge en un profundo vacío».
La opinión de la crítica fue mixta; el nuevo tríptico condujo a una severa crítica, ya que algunos expertos mencionaban que la refinada técnica usada en la pintura le quitaba a la imagen su representativo poder. Denis Farr comentó que la escala ampliada de la segunda versión le daba «una cualidad majestuosa que es bastante acertada», a pesar de que para él la presentación esbelta de la obra le quitaba un poco su llamativa impresión. El crítico Jonathan Meades dijo que mientras el tríptico de 1988 era un trabajo más pulido y pictórico, carecía de su tosca apariencia original.
En cuanto a la tendencia de Bacon de regresar a ciertas temáticas en sus obras, Meades observó que «Bacon tiende a autoplagiarse en áreas distintas que muestran una poca diversidad en algunos de sus cuadros. Ninguna, siquiera la versión de 1988 (o alguna copia) del gran tríptico de la crucifixión de 1944 puede aminorar esta obra: es impermeable, mejor trabajada y da evidencia de que ha mejorado su técnica pintoresca. Los fondos ahora están más elaborados, definidos y despojados de su llamativo y áspero anarajando envenenante de 1944». El crítico James Demetrion concluyó que a pesar de las discrepancias entre ambas, la segunda versión aún mantiene la fuerza y la conmoción que ofrecía la original.